# Фёдоровская башня (Новгородский детинец)
Фёдоровская башня — цилиндрическая башня Новгородского детинца, памятник военно-оборонительного зодчества XV века. Бойницы большие с арочным завершением, по форме напоминают оконные проёмы, закрытые деревянными ставнями.

## Расположение
Башня расположена в самой северной части Кремля, на территории Владычного двора.

## История
Название получила от привратной церкви 1233 года. Сама церковь была построена и освящена по поводу скоропостижной смерти накануне свадьбы четырнадцатилетнего брата Александра Невского — Фёдора Ярославича. В 1233 году башня ещё была проездной и выезд из неё вёл в западную часть Неревского конца. К 1302 году стала глухой. Выход из Детинца в Неревский конец к тому времени осуществлялся через Владимирскую башню.
Фёдоровская башня в современном виде была выстроена в конце XV века на старом фундаменте.
В документах XVII века башня указана как «круглая башня подле часов», «круглая против Митрополичья саду».
В башне имелось пять боевых ярусов, перекрытых бревенчатыми настилами. В центре каждого яруса находился люк для подъёма боеприпасов. Боеприпасы хранились в нижнем полуподвальном этаже. В стене этого этажа сохранились три первоначальных световых окна XV века. При осаде эти окна закрывались деревянными щитами. Фёдоровская (и с ней только Митрополичья) башня не имеет декоративных украшений на фасадах.
Фёдоровская башня охраняла Владычный двор с севера и запада. Вместе с Митрополичьей, она входила в сложный архитектурный ансамбль гражданских построек Владычного двора. Между башнями, примыкая к крепостной стене, располагалось гигантское по прошлому времени трёхэтажное здание архиепископского дворца. На тыльной стороне Федоровской башни до сих пор можно видеть следы заложенных дверных проёмов, которые вели из башни на второй и третий этажи дворца.
В апреле 1914 года Реставрационная комиссия исследовала состояние объекта и рекомендовала провести реставрационно-восстановительные работы. Однако начавшаяся вскоре Первая мировая война помешала планам реставраторов.
Башня незначительно пострадала во время Великой Отечественной войны. На её стенах с южной стороны отмечено несколько попаданий снарядов.

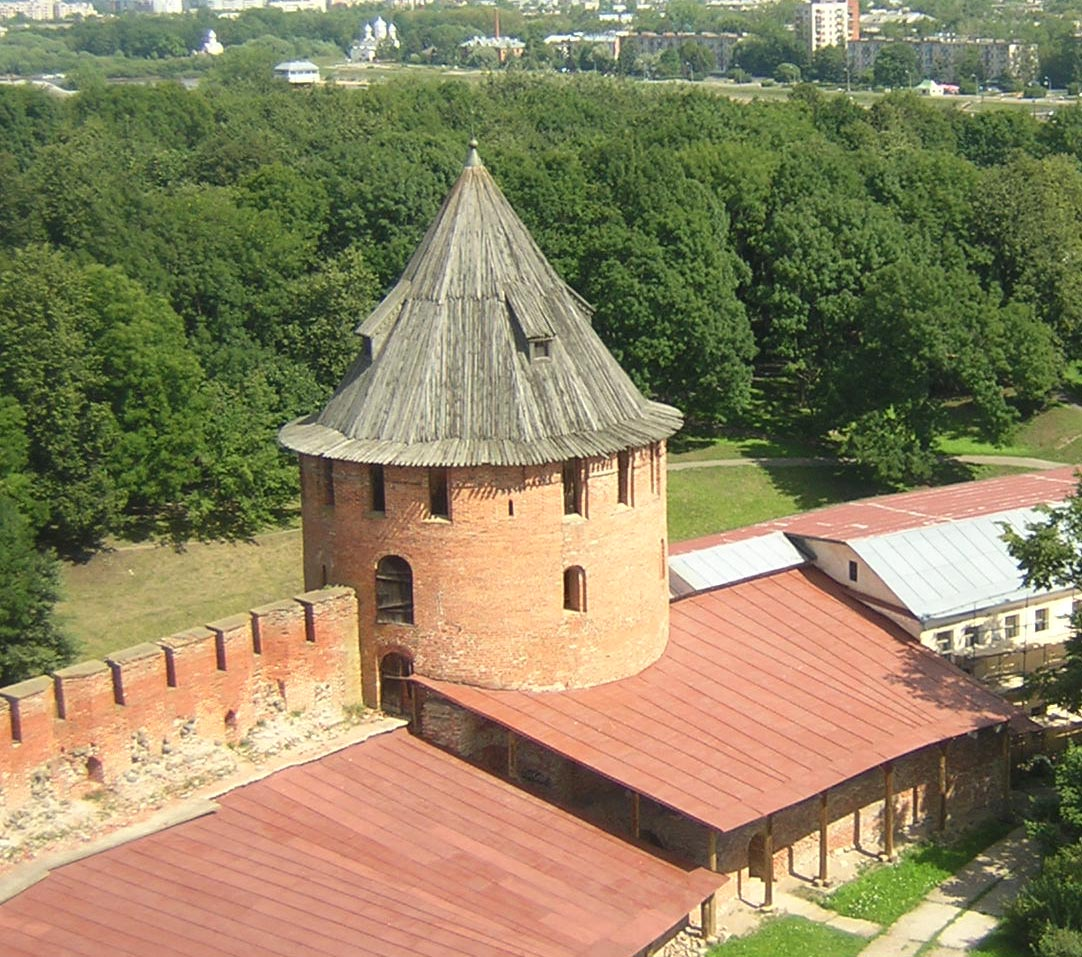
Вид с Часозвони

В 1957 году на Фёдоровской башне были проведены обширные реставрационные работы. В ходе этих работ на ней был обнаружен остаток единственного уцелевшего двурогого зубца, который и послужил в дальнейшем эталоном для восстановления остальных зубцов. Бойницы реставрированы по образцу XVII века и оставлены неизменными.
Доступ во внутренние помещения башни закрыт. В декабре 2009 года было заменено дощатое покрытие башенного шатра.

## Культурное наследие
30 августа 1960 года постановлением Совета Министров РСФСР № 1327 «О дальнейшем улучшении дела охраны памятников в РСФСР» ансамбль Новгородского кремля принят под охрану как памятник государственного значения.
В 1992 году Решением юбилейного заседания Комитета Всемирного наследия ЮНЕСКО архитектурный ансамбль Новгородского кремля включён в Список Всемирного наследия.